# Skarb rogozeński
Skarb rogozeński (bułg. Рогозенско съкровище) to tracki skarb o łącznej wadze ponad 20 kilogramów. Pod względem wagi jest największym dotąd odnalezionym trackim skarbem.
Artefakty są przechowywane w Narodowym Muzeum Historycznym w Sofii oraz w Muzeum Regionalnym w miejscowości Wraca. 

## Odkrycie
Odkrycie skarbu nie było rezultatem regularnych badań archeologicznych, a było dziełem przypadku. Został on odkryty w czerwcu 1985 roku przez traktorzystę Iwana Dimitrowa, który kopał dziurę pod system nawadniania w swoim ogrodzie w bułgarskiej wsi Rogozen. Na głębokości około 40 cm Dimitrow uderzył kilofem w metalową płytkę, wydobył naczynie i umieścił je na płocie, nie zdając sobie sprawy, że to 2500-letni artefakt tracki. Wraz z żoną odkopali kolejne 64 naczynia, które oczyścili i przechowywali w domu. Kilka dni później, podczas rozmowy o poszukiwaczach skarbów z innymi traktorzystami i burmistrzem, Dimitrow nieświadomie zdradził swoje znalezisko. Burmistrz Borislaw Dramkin przekazał tę informację archeologowi Bogdanowi Nikołowowi, którego zainteresowanie skarbem doprowadziło do rozpoczęcia badań. 6 stycznia 1986 roku zespół archeologiczny w składzie Bogdan Nikołow, Spas Maszow i Płamen Iwanow z Regionalnego Muzeum Historycznego we Wracy odkrył drugą część skarbu, składającą się ze 100 srebrnych i pozłacanych naczyń.
Na miejscu znaleziska archeologowie nie odkryli ani śladów pochówku, ani śladów starożytnych osad. 
Za swoje odkrycie Iwan i Nadia Dimitrowowie otrzymali od państwa nagrodę w wysokości 20,000 lewów.

## Kontekst: Tracja w IV w. p.n.e.
Na ziemiach trackich od V w. p.n.e. istniało królestwo założone przez plemię Odrysów. W IV wieku p.n.e. Tracja była areną złożonych przemian politycznych, na które wpływ miały zarówno wewnętrzne ambicje lokalnych władców, jak i zewnętrzne naciski ze strony sąsiednich potęg. Król Kotys I, władający od 384 lub 383 p.n.e., siłą umocnił władzę centralną. Jednakże, po jego śmierci w 359 roku p.n.e., królestwo zostało podzielone między trzech synów, co osłabiło jedność regionu. Wykorzystując tę sytuację, Filip II Macedoński do 340 roku p.n.e. podbił znaczną część Tracji, rozszerzając swoje wpływy na wschód.

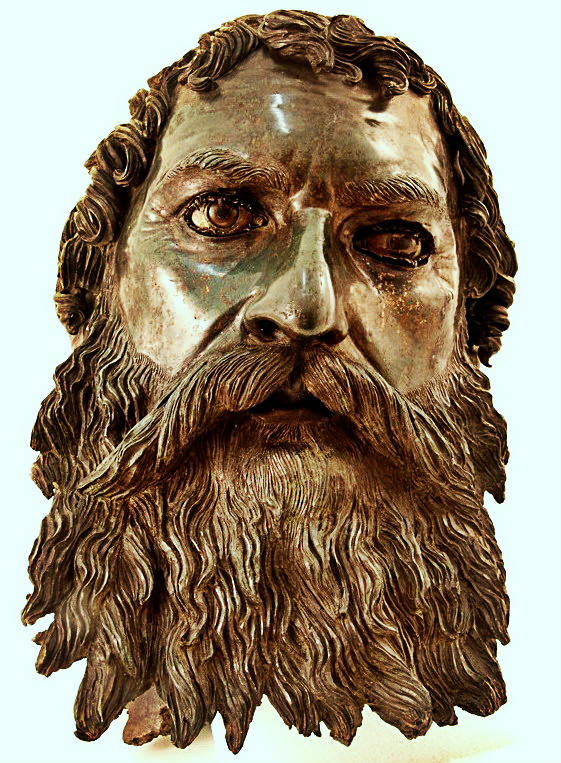
Seutes III

W obliczu macedońskiej dominacji, lokalni władcy podejmowali próby odzyskania niezależności. Seutes III, jeden z najważniejszych trackich królów, starał się odbudować siłę królestwa Odrysów i około 320 roku p.n.e. założył miasto Seuthopolis, które stało się centrum politycznym i kulturalnym jego królestwa. Mimo starań lokalnych władców, Tracja pozostawała pod silnym wpływem Macedonii, zwłaszcza po śmierci Aleksandra Wielkiego w 323 roku p.n.e., kiedy to jego generałowie, znani jako diadochowie, rywalizowali o kontrolę nad regionem. Seutes III, choć początkowo sprzeciwiał się siłą macedońskiej dominacji (323 p.n.e., 314 p.n.e.), ostatecznie w 306 p.n.e. uznał zwierzchnictwo Lizymacha, jednego z diadochów, co pozwoliło mu zachować pewną autonomię w ramach szerszego kontekstu politycznego. Nie jest znana ani dokładna data śmierci Seutesa III, ani dokładna data rozpadu jego wątłego królestwa. W 279 p.n.e. ziemie trackie najeżdża grupa 20 000 Celtów, która w początkowej fazie najazdu stosuje taktykę gwałtownych i niespodziewanych napadów. 
Gospodarka królestwa Odrysów opierała się na rolnictwie. Państwo to nie rozporządzało własną flotą i na morzu polegało na pomocy okrętów kolonii greckich. Rozwój rzemiosła był nierównomierny i prowadzony na mniejszą skalę niż helleński. Ziemie Odrysów były znacznie bogatsze od tych zamieszkiwanych przez Greków, a ustrój rodowo-plemienny wspierał gospodarczą siłę lokalnych arystokratów, co miało często szkodliwy wpływ na jedność królestwa. 
W tym burzliwym okresie sztuka tracka odzwierciedlała zarówno tradycyjne motywy lokalne, jak i wpływy helleńskie, związane tak z ustanowieniem panowania macedońskiego, jak i z bliskością greckich kolonii na wybrzeżu Morza Czarnego. W sztuce trackiej widoczne są też wpływy perskie, które trafiły do Tracji zarówno bezpośrednio, jak i za pośrednictwem helleńskich kolonii. W odpowiedzi na lokalne gusta i zapotrzebowanie arystokracji, toreutyka i jubilerstwo czerpią zarówno z tradycji helleńskiej jak i perskiej, tworząc swego rodzaju eklektyzm.

## Opis
Skarb składa się łącznie z 165 naczyń, w tym 108 fiali, 54 dzbanów i 3 kielichów. Obiekty są wykonane ze srebra, przy czym niektóre zostały pozłocone, a ich łączna waga przekracza 20 kg. Skarb stanowi źródło informacji o życiu Traków dzięki różnorodności motywów na bogato zdobionych przedmiotach. 
Datowany jest na V–IV wiek p.n.e., przy czym duża liczba naczyń wskazuje, że indywidualne elementy powstawały w różnym czasie, na przestrzeni lat. Część naczyń została wykonana lokalnie w starożytnej Tracji, natomiast inne są importami ze starożytnej Grecji. Najprawdopodobniej był również gromadzony przez dłuższy okres czasu, jako wielopokoleniowy skarb, który potem został zakopany dla ochrony przed zagrożeniem.
Wśród przedstawień na przedmiotach znajdują się motywy roślinne (drzewa, gałęzie, kwiaty), figury mityczne (gryfy, pegazy) oraz realistyczne przedstawienia zwierząt (psy, ptaki). Na naczyniach znajdują się też przedstawienia wierzeń, takie jak spotkanie Heraklesa z Auge, czy przedstawienia Bendidy (zob. Religia Traków). 
Na kilku naczyniach znajdują się inskrypcje zawierające trackie imiona (Kotys, Satok, Kerseblept), jak również nazwy trackich osad o niezidentyfikowanej współcześnie lokalizacji (Saidava, Beo, Argiske).

## Wystawy w Bułgarii i na świecie
Większość skarbu (145 naczyń) znajduje się w Muzeum Regionalnym we Wracy, zaś 20 artefaktów jest wypożyczonych na stałe do Narodowego Muzeum Historycznego. 
Skarb był wystawiany w ZSRR i w Wielkiej Brytanii. Był także częścią wystawy sztuki trackiej w Luwrze w 2015 roku i w Getty Museum w Los Angeles w 2024 roku.

## Galeria

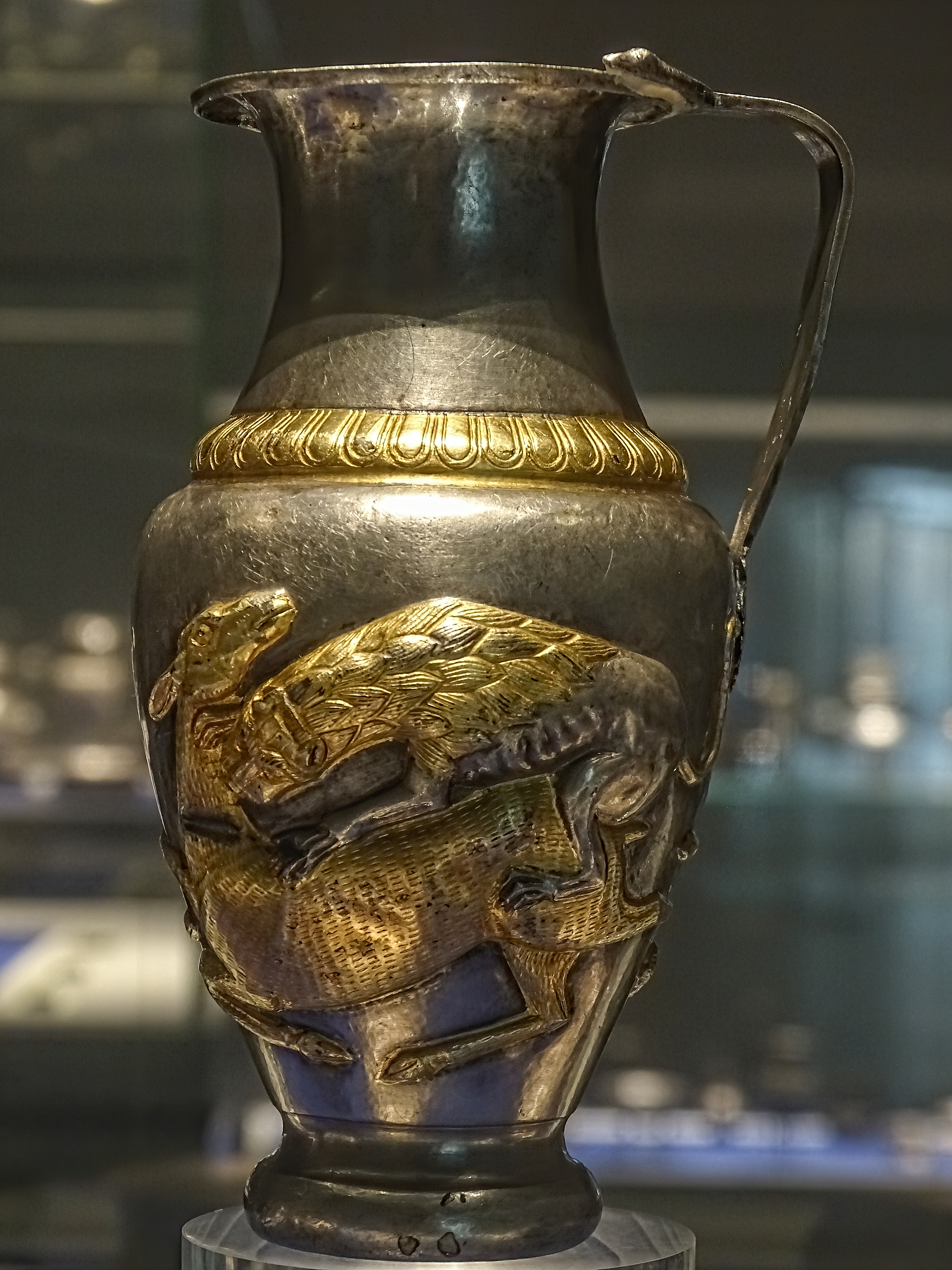
Pozłacany srebrny dzban przedstawiający lwa atakującego jelenia
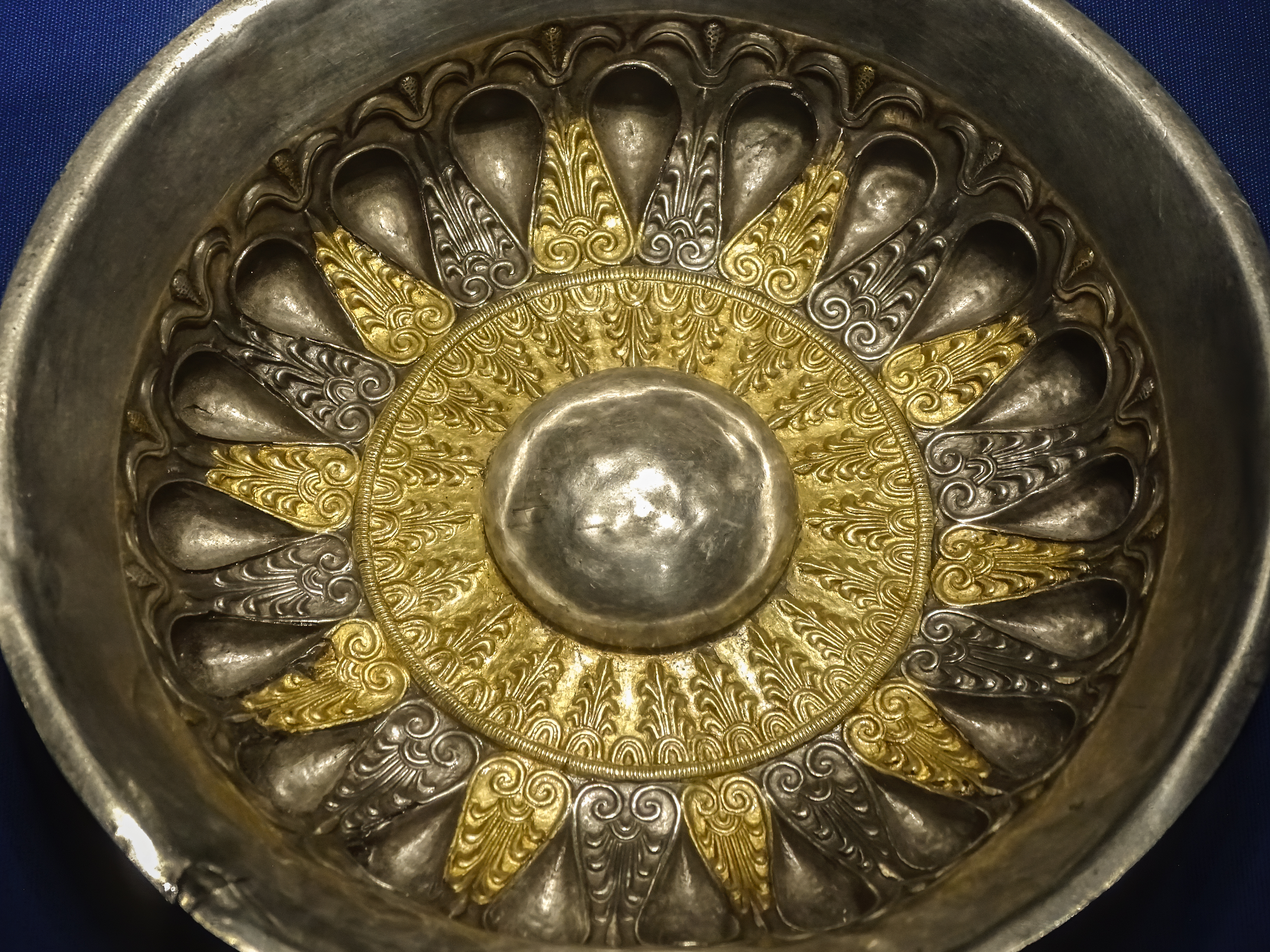
Pozłacana srebrna misa typu fiale
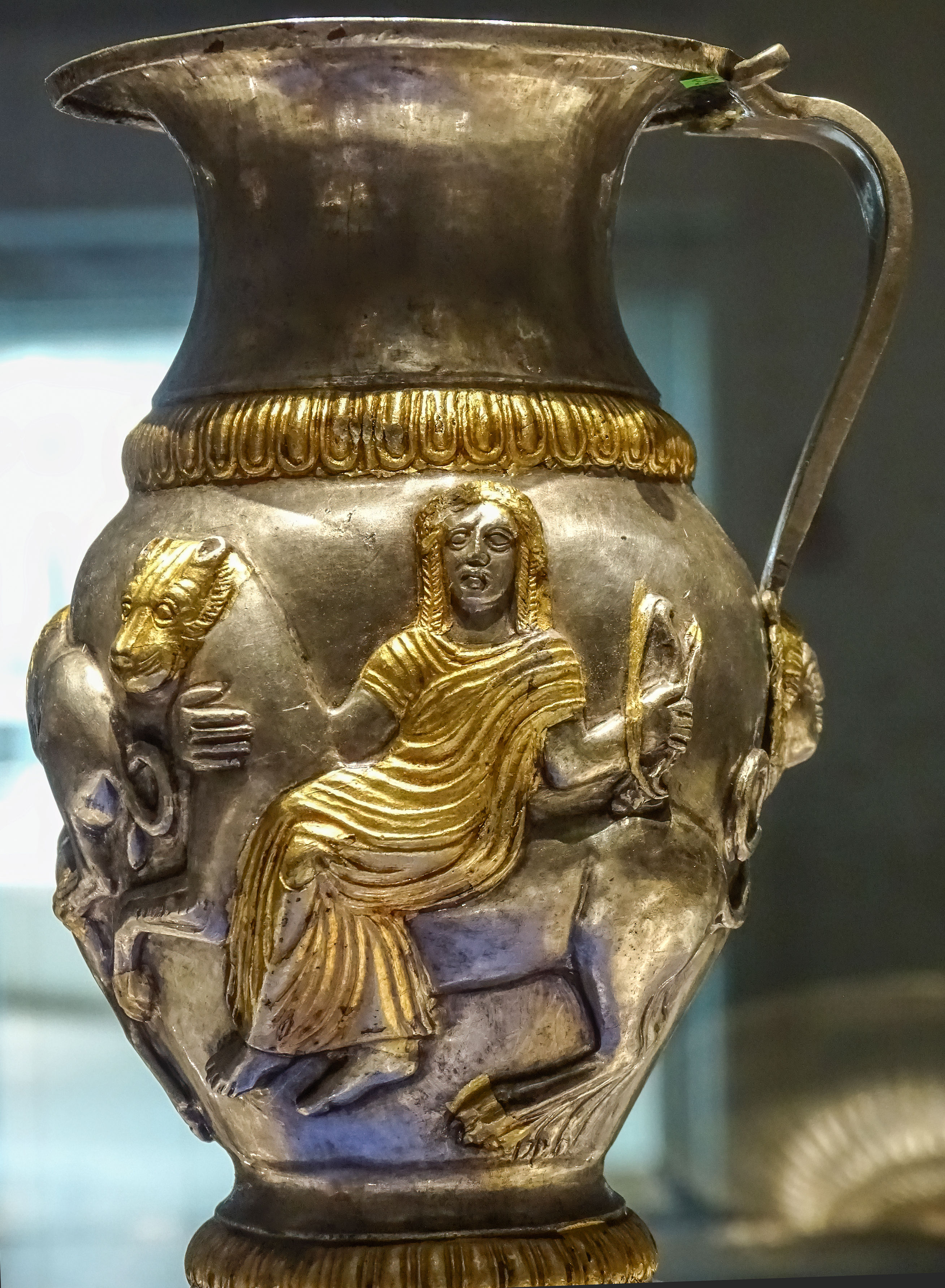
Pozłacany srebrny dzban
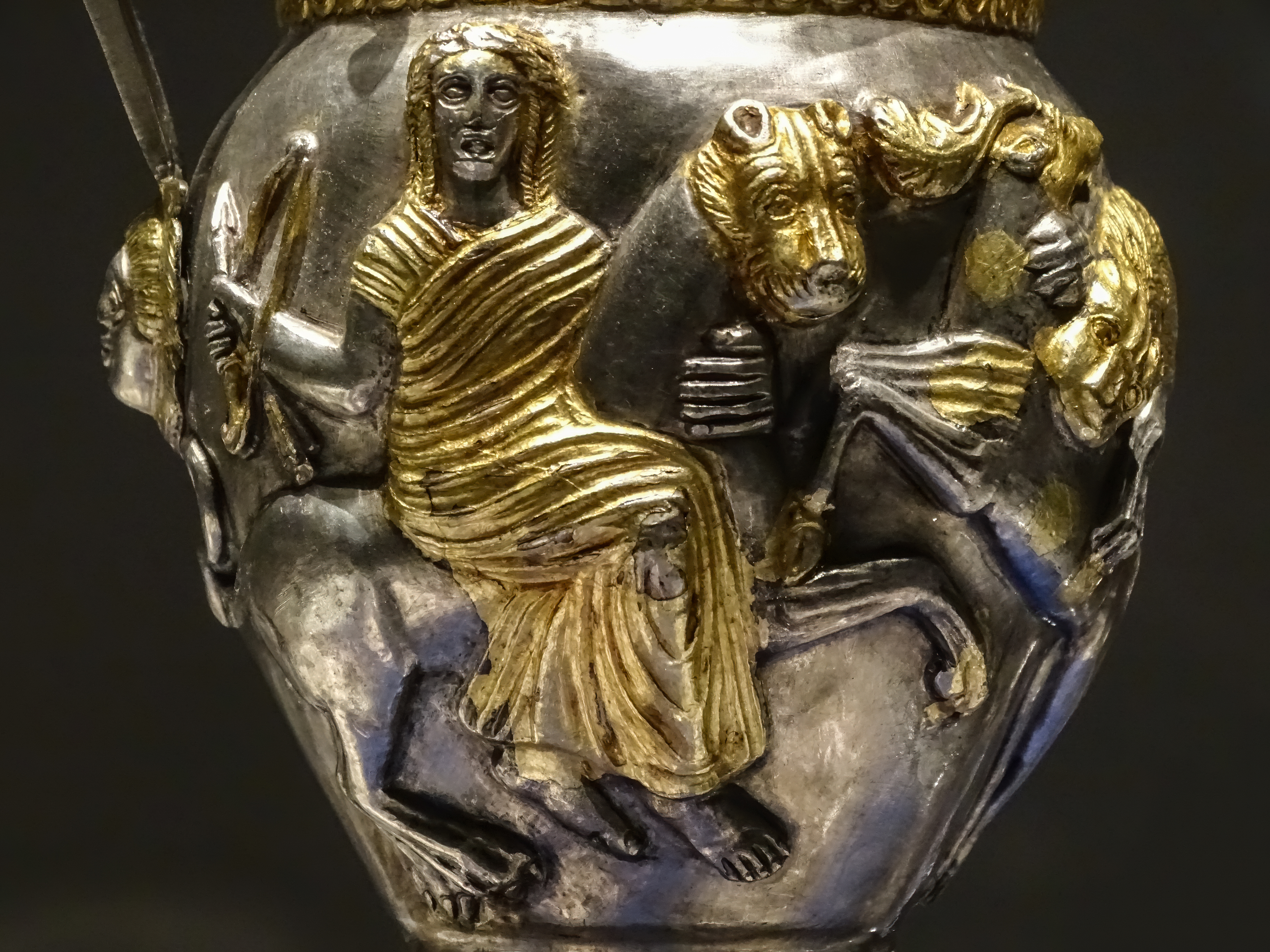
Pozłacany srebrny dzban
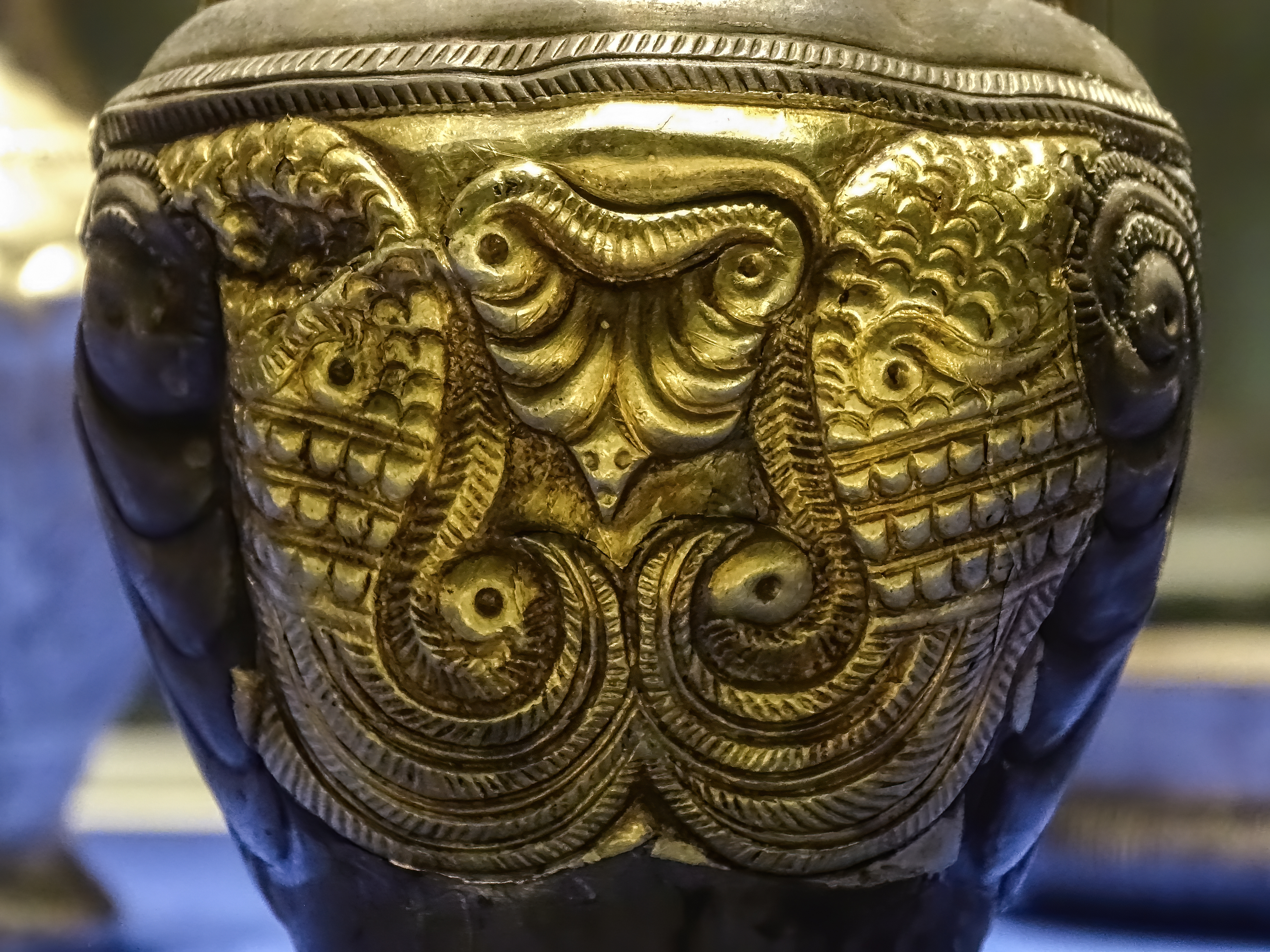
Pozłacane srebrne naczynie
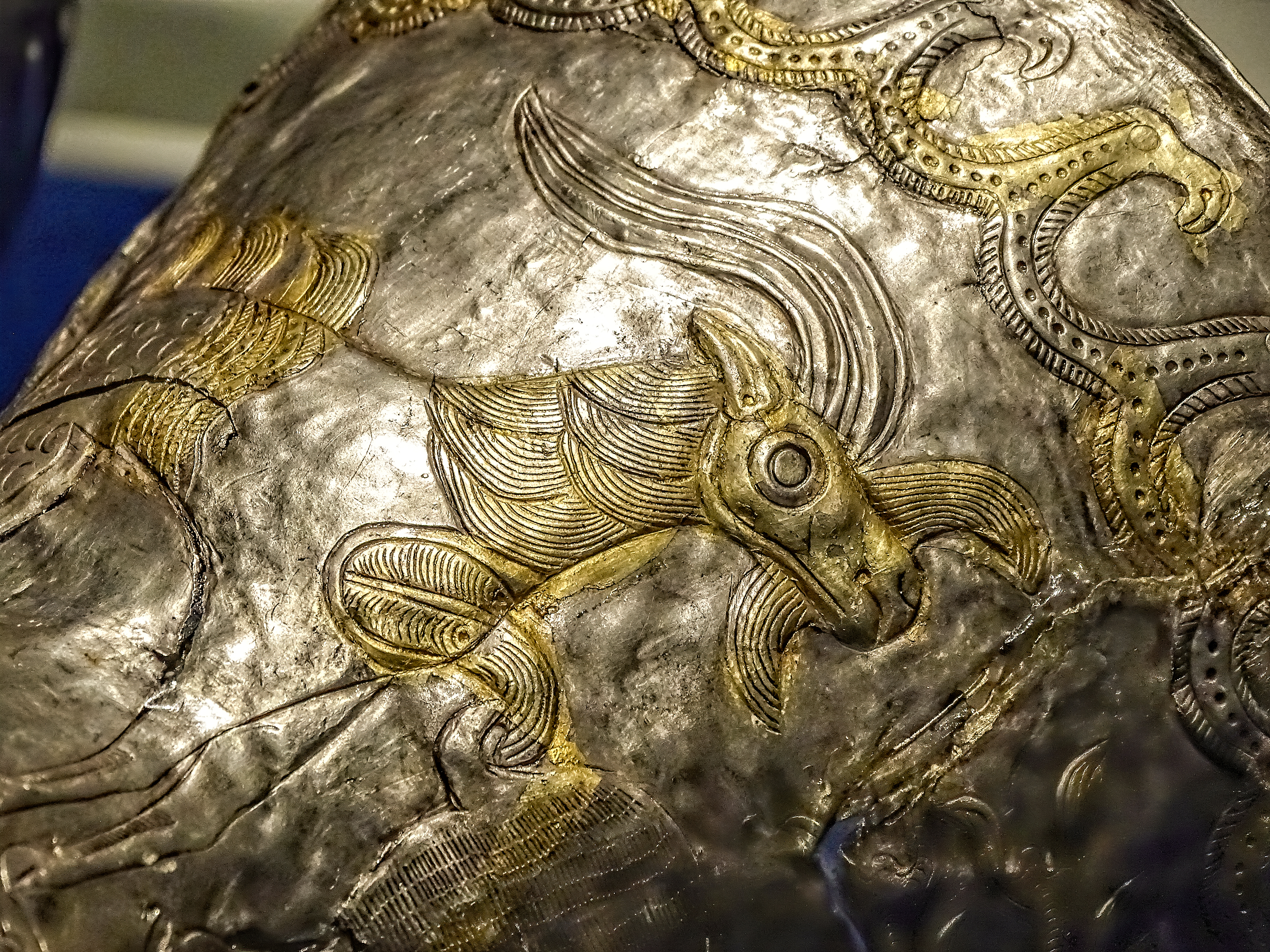
Pozłacane srebrne naczynie

## Upamiętnienie znaleziska
Wyspa Rogozen u wybrzeży Robert Island w Szetlandach Południowych została nazwana na cześć wsi Rogozen i w kontekście skarbu.